# برايان رايس (رسام)
برايان رايس (بالإنجليزية: Brian Rice)‏ هو رسام بريطاني، ولد في 1936.